# フロム・ミー・トゥ・ユー
「フロム・ミー・トゥ・ユー」（From Me to You）は、ビートルズの楽曲である。1963年4月に3作目のシングル盤として発売された。レノン＝マッカートニーの作品で、1曲を通してジョン・レノンとポール・マッカートニーのツイン・ボーカルとなっている。本作は全英シングルチャートで初の第1位を獲得したシングルとなったが、アメリカのシングルチャートに到達することはなかった。
後にデル・シャノンによるカバー・バージョンが発表され、Billboard Hot 100で最高位77位を記録し、アメリカの音楽チャートに初めて到達したレノン＝マッカートニーの作品となった。

## 背景・曲の構成
ヘレン・シャピロとの巡業中、レノンとマッカートニーはシュルーズベリー行きの高速バスの中で「フロム・ミー・トゥ・ユー」を書き始めた。タイトルは『ニュー・ミュージカル・エクスプレス』誌の記事にあった「From You to Us」というフレーズに由来している。ビートルズの初期の楽曲の多くと同様に、聴衆に親近感を持ってもらうという目的により、「Me」や「You」など人称代名詞が多用されている。
1980年の『プレイボーイ』誌のインタビューで、レノンは本作について「たしか車の中で書いた。冒頭の部分は僕が書いたと思う。それから2人で次のシングルのために続きを書いたよ。最初はもっとブルースっぽかった。ファンキーなアレンジにもできる曲なんだ」と語っている。
マッカートニーは、本作のミドルエイトが印象的だとしていて、「この部分の最初のコードは僕らを新しい世界に導いてくれた。この曲で僕らの曲作りのレベルは少し上がった。そういった意味で重要な曲なんだ」と語っている。
本作は「イントロ→ヴァース1→ヴァース2→ブリッジ1→ヴァース3→ソロ→ブリッジ2→ヴァース4」という構成になっていて、ブリッジの歌詞はいずれも同じ。曲は「da da da da da dum dum da」というフレーズから始まる。

## レコーディング
「フロム・ミー・トゥ・ユー」のレコーディングは、1963年3月5日にEMIレコーディング・スタジオで行なわれ、13テイク録音された。セッションはリスムセクションとボーカルのレコーディングから始まった。オーバー・ダビング用にテイク7が採用され、レノンによってイントロとソロパート、曲のエンディング部分にハーモニカのパートを加えられ、その後ジョージ・マーティンの提案により、イントロの「da da da da da dum dum da」というコーラスが加えられた。
ビートルズがウルヴァーハンプトン公演で不在だった3月14日に、テイク12、8、9、10の異なる4つのテイクを編集してマスターが制作され、モノラル・ミックスとステレオ・ミックスが完成した。なお、ステレオ・ミックスではイントロのハーモニカのパートが省略されている。

## リリース
「フロム・ミー・トゥ・ユー」は、イギリスで1963年4月11日にパーロフォンよりシングル盤として発売され、B面には「サンキュー・ガール」が収録された。5月2日付の全英シングルチャートで初の1位を獲得し、6月19日付の同チャートまで7週連続で首位を保持した。
アメリカでは1963年5月27日にヴィージェイ・レコードより発売されたが、チャートに到達することはなく、6月末時点での売上数は4000枚にも満たなかった。その後、カリフォルニア州ロサンゼルスでのエアプレスをきっかけに、3週にわたってBillboard Bubbling Under the Hot 100にチャートインし、8月10日付の同チャートで最高位116位を記録したことにより、ビートルズの作品で初となる『ビルボード』誌のチャートインを果たした。その後、アメリカでのシングル盤の売上は、『プリーズ・プリーズ・ミー』の約3倍となる約2万2000枚を記録した。1964年1月3日に再発売されたシングル盤『プリーズ・プリーズ・ミー』のB面に収録され、Billboard Hot 100で最高位41位を記録した。
日本では1964年4月15日に日本での1作目のアルバムとして発売された編集盤『ビートルズ!』に収録され、その後同年4月25日臨発としてシングル盤が発売された。
「フロム・ミー・トゥ・ユー」は、1964年にカナダで発売されたアルバム『Twist and Shout』でアルバム初収録となり、同年にアメリカでフランク・アイフィールドとの共同名義で発売されたコンピレーション・アルバム『Jolly What!』にも収録された。イギリスでは1966年に発売されたコンピレーション・アルバム『オールディーズ』でアルバム初収録となった。その後、『ビートルズ・イン・イタリー 』、『ザ・ビートルズ1962年〜1966年』、『ザ・ビートルズ/グレイテスト・ヒッツ』、『リヴァプールより愛を込めて ザ・ビートルズ・ボックス』、『20グレイテスト・ヒッツ』、『パスト・マスターズ Vol.1』、『ザ・ビートルズ1』などのコンピレーション・アルバムにも収録された。
1963年11月4日に行なわれたイギリス王室主催の「ロイヤル・バラエティー・パフォーマンス」で演奏され、2015年に発売された『ザ・ビートルズ1』に付属されたDVD/Blu-rayにはこの時のライブ映像が収録された。また、1963年10月20日に放送された『Easy Beat』での演奏が2013年に発売された『オン・エア〜ライヴ・アット・ザ・BBC Vol.2』、同年に行なわれたストックホルム公演でのライブ音源が1995年に発売された『ザ・ビートルズ・アンソロジー1』に収録された。
1965年に公開されたビートルズ主演の映画『ヘルプ!4人はアイドル』では、ケン・ソーン編曲によるインストゥルメンタル「フロム・ミー・トゥ・ユー・ファンタジー」（From Me to You Fantasy）が使用された。このインストゥルメンタルはキャピトル編集盤『ヘルプ（四人はアイドル）』にのみ収録されている。

## クレジット
※出典
- ジョン・レノン - ボーカル、リズムギター、ハーモニカ
- ポール・マッカートニー - ボーカル、ベース
- ジョージ・ハリスン - リードギター
- リンゴ・スター - ドラム

## チャート成績（ビートルズ版）

### 週間チャート
| チャート (1963年 - 1964年)          | 最高位 |
| ----------------------------------- | ------ |
| オーストラリア (Kent Music Report)  | 41     |
| アイルランド (IRMA)                 | 1      |
| ニュージーランド (Lever Hit Parade) | 41     |
| 南アフリカ (Springbok)              | 1      |
| ノルウェー (VG-lista)               | 9      |
| スウェーデン (Kvällstoppen Chart)   | 5      |
| UK シングルス (OCC)                 | 1      |
| US Billboard Hot 100                | 41     |

| チャート (1983年)   | 最高位 |
| ------------------- | ------ |
| UK シングルス (OCC) | 40     |

### 年間チャート
| チャート (1983年)                    | 順位 |
| ------------------------------------ | ---- |
| 南アフリカ                           | 1    |
| UK Singles (Official Charts Company) | 2    |

## カバー・バージョン

### デル・シャノンによるカバー・バージョン
1963年4月18日にデル・シャノンは、ロンドンのロイヤル・アルバート・ホールで開催されたオールスター・コンサート『Swinging Sound '63』に出演。同コンサートにはビートルズも出演しており、本作と「ツイスト・アンド・シャウト」が演奏された。コンサート終了後にシャノンは、レノンに「フロム・ミー・トゥ・ユー」をカバーすることを伝えた。レノンは当初喜んだものの、ビートルズのアメリカでのヒットの可能性が薄れることを危惧して考えを改めた。
6月初旬にビッグトップ・レコードは、『二つぶの涙』に続くシングル盤として、シャノンによるカバー・バージョンを発売した。B面には「二つのシルエット」（Two Silhouettes）が収録された。シャノンによるカバー・バージョンは、アメリカのBillboard Hot 100で最高位77位、Cash Box Top 100で最高位67位、カナダのCHUM Chartで最高位13位を記録した。これにより、アメリカの音楽チャートで初めてチャートインしたレノン＝マッカートニーの作品となった。

#### チャート成績（デル・シャノン版）
| チャート成績 (1963年)              | 最高位 |
| ---------------------------------- | ------ |
| オーストラリア (Kent Music Report) | 21     |
| カナダ (CHUM Hit Parade)           | 13     |
| US Billboard Hot 100               | 77     |
| US Cash Box Top 100                | 67     |

### その他のアーティストによるカバー
ボビー・ヴィーは、1964年に発売されたアルバム『Bobby Vee Sings the New Sound from England!』にカバー・バージョンを収録した。
1982年に発売された佐藤博のアルバム『awakening / HIROSHI SATO featuring Wendy Matthews』にカバー・バージョンを収録。
1989年にジョナサン・モリスによるカバー・バージョンが発売され、全英シングルチャートで最高位80位を記録した。同年に放送された『キッズ・インコーポレイティッド』のシーズン6のエピソード「Never Too Old」で本作が登場人物によって歌唱された。
ビージーズは、1998年に発売されたアルバム『Brilliant from Birth』にカバー・バージョンを収録した。
2008年11月にピアノとボーカルのみのスロー・テンポにアレンジされたカバー・バージョンが、ジョン・ルイスのクリスマスシーズンのCMで使用された。これがビートルズの楽曲でイギリスの広告キャンペーンで使用された初の例となった。
2016年にヨランダ・ビー・クールとDカップによるカバー・バージョンが発売された。